# Новий Мир (Троїцький район)
Новий Мир (рос. Новый Мир) — селище у Троїцькому районі Челябінської області Російської Федерації.
Входить до складу муніципального утворення Новомирське сільське поселення. Населення становить 697 осіб (2010). Населений пункт розташований на землях українського культурного та етнічного краю Сірий Клин.

## Історія
Від 20 лютого 1924 року належить до Троїцького району Челябінської області.
Згідно із законом від 28 жовтня 2004 року органом місцевого самоврядування є Новомирське сільське поселення.

## Населення
| 2002 | 2010 |
| ---- | ---- |
| 763  | ↘697 |